# Pygora earina
Pygora earina är en skalbaggsart som beskrevs av Thierry Bourgoin 1918. Pygora earina ingår i släktet Pygora och familjen Cetoniidae. Inga underarter finns listade i Catalogue of Life.